# Sušení
Sušení je běžný fyzikálně-chemický proces, kdy z příslušného materiálu (suroviny, produktu, výrobku apod.) nebo i z předmětu běžné denní potřeby či spotřeby odstraňujeme nežádoucí vodu jejím odpařením do ovzduší.
Jedná se o proces, který je v přírodě zcela běžný. Lze jej urychlit zahřátím okolního vzduchu (sušení za tepla) případně vystavením předmětu na slunce, zvětšením proudění okolního vzduchu (např. vítr, průvan) nebo výměnou vlhkého/nasáklého vzduchu za suchý apod.
K urychlení sušení se používá zpravidla technika a takovéto sušení se provádí v uzavřeném prostoru.

## Příklady způsobů sušení
- Zvýšením teploty vzduchu se zvýší jeho nasákavost. Nasáklý vzduch se odvede z uzavřeného prostoru a přivede se nový, chladnější a ještě nenasáklý.
- Vzduch se přivede např. do odvlhčovacího přístroje, kde se zchladí a tak i odvodní. Suchý vzduch se opět zahřeje a teplý vypustí do prostoru, kde opět nasákne vlhkost z materiálů.
- Vzduch je veden přes silikagelový kotouč, kde zanechává svou vlhkost. Do prostoru je vháněn suchý vzduch připravený k opětovnému nasáknutí.

## Příklady použití v domácnosti
- sušení hub
- sušení zeleniny a ovoce
- sušení vypraného prádla a textilu
- sušení oděvů, obuvi a deštníků po dešti
- sušení léčivých bylin
- sušené těsto
- vysušování vlasů
- odvlhčování vlhkých prostor
- sušení prádla
- sušení konstrukcí, zdí, podlah a materiálů např. po vytopení

## Příklady použití v průmyslu a zemědělství
- sušení mléka
- sušení masa
- sušení sena a slámy
- studené sušení při výrobě

## Jiné použití
- sušení běžných papírových fotografií